# فرودگاه فولینو
فرودگاه فولینو (به انگلیسی: Foligno Airport) یک فرودگاه همگانی است که یک باند فرود آسفالت دارد و طول باند آن ۱۶۶۰ متر است. این فرودگاه در شهر فولینو کشور ایتالیا قرار دارد و در ارتفاع ۲۲۲ متری از سطح دریا واقع شده است.